# Гимн Белорусской ССР
Гимн Белорусской ССР (бел. Гімн Беларускай ССР)— государственный гимн Белорусской Советской Социалистической Республики (БССР), с 1944 года по 2002 год.

## История
После образования Советского Союза с 1922 года по 1944 год в качестве государственного гимна в Союзе ССР использовался «Интернационал».
Работа по созданию Государственного гимна БССР во исполнение указа Президиума Верховного Совета СССР от 3 февраля 1944 года «О государственных гимнах советских республик» началась в апреле 1944 года. Музыка Нестора Фёдоровича Соколовского, слова Михаила Климковича были утверждены в феврале 1955 года и служили гимном до 1991 года. Затем, до 2002 года, государственный гимн исполнялся без слов, а в 2002 году на музыку этого гимна были положены переработанные стихи.

## Текст гимна

### Текст гимна (1955—1956)
| Оригинал Мы, Беларусы, з братняю Руссю Разам шукалі к долі дарог. Ў бітвах за волю, ў бітвах за долю Мы здабылі з ёй сцяг перамог! Нас аб’яднала Леніна імя, Сталін павёў нас к шчасцю ў паход. Слава саветам! Слава Радзіме! Слава табе, беларускі народ! Ў слаўным саюзе люд Беларусі Вырас, як волат нашых былін. Вечна мы будзем вольныя людзі, Жыць на шчаслівай, вольнай зямлі! Нас аб’яднала Леніна імя, Сталін павёў нас к шчасцю ў паход. Слава саветам! Слава Радзіме! Слава табе, беларускі народ! Дружбай народаў мы назаўсёды Нашы граніцы ў сталь закуём. Ворагаў хмары грозным ударам З нашых прастораў прэч мы змяцём! Нас аб’яднала Леніна імя, Сталін павёў нас к шчасцю ў паход. Слава саветам! Слава Радзіме! Слава табе, беларускі народ! |  | Подстрочный перевод Мы, белорусы, с братскою Русью Вместе искали к счастью пути. В битвах за волю, в битвах за долю, С ней добыли мы знамя побед. Нас объединило Ленина имя, Сталин повел нас к счастью в поход. Слава советам! Слава Родине! Слава тебе, белорусский народ! В славном союзе народ Белоруссии Вырос, как богатырь наших былин. Вечно мы будем, вольные люди, Жить на счастливой, вольной земле! Нас объединило Ленина имя, Сталин повел нас к счастью в поход. Слава советам! Слава Родине! Слава тебе, белорусский народ! Дружбой народов мы навсегда Наши границы в сталь закуём. Врагов тучи грозным ударом С наших просторов прочь мы сметем! Нас объединило Ленина имя, Сталин повел нас к счастью в поход. Слава советам! Слава Родине! Слава тебе, белорусский народ! |

### Текст гимна (1956—1991)
| Оригинал Мы, беларусы, з братняю Руссю Разам шукалі к шчасцю дарог. Ў бітвах за волю, ў бітвах за долю З ёй здабылі мы сцяг перамог! Нас аб’яднала Леніна імя, Партыя к шчасцю вядзе нас у паход. Партыі слава! Слава Радзіме! Слава табе, беларускі народ! Сілы гартуе люд Беларусі Ў братнім саюзе, ў мужнай сям’і Вечна мы будзем, вольныя людзі, Жыць на шчаслівай, вольнай зямлі! Нас аб’яднала Леніна імя, Партыя к шчасцю вядзе нас у паход. Партыі слава! Слава Радзіме! Слава табе, наш свабодны народ! Дружба народаў — сіла народаў, К шчасцю працоўных сонечны шлях Горда ж узвіся ў светлыя высі, Сцяг камунізму — радасці сцяг! Нас аб’яднала Леніна імя, Партыя к шчасцю вядзе нас у паход. Партыі слава! Слава Радзіме! Слава табе, наш савецкі народ! |  | Подстрочный перевод Мы, белорусы, с братскою Россию, Вместе искали к счастью пути. В битвах за волю, в битвах за долю, С ней добыли мы знамя побед. Нас объединило Ленина имя Партия к счастью ведёт нас в поход Партии слава! Слава Родине! Слава тебе, белорусский народ! Силы закаляет народ Беларуси В братском союзе, в мужественной семье Вечно мы будем, вольные люди Жить на счастливой, вольной земле Нас объединило Ленина имя Партия к счастью ведёт нас в поход Партии слава! Слава Родине! Слава тебе, наш свободный народ! Дружба народов — сила народов, К счастью трудящихся солнечный путь Гордо же взвейся в светлые выси, Флаг коммунизма — радости флаг! Нас объединило Ленина имя Партия к счастью ведёт нас в поход Партии слава! Слава Родине! Слава тебе, наш советский народ! |